# 杖を突いて座る男

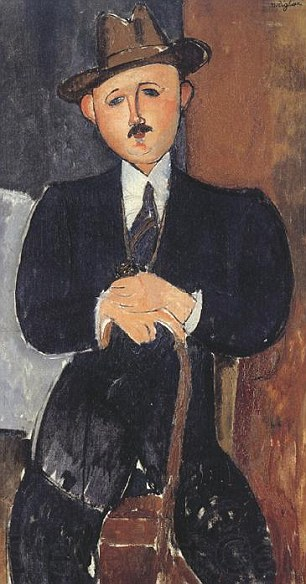

杖を突いて座る男（つえをついてすわるおとこ、Seated_Man_with_a_Cane）は、アメデオ・モディリアーニが1918 年に描いた絵である。28億円相当でありパナマ文書流出時に所有者が判明するも、スイス当局が押収した。